# Rudolf von Slatin

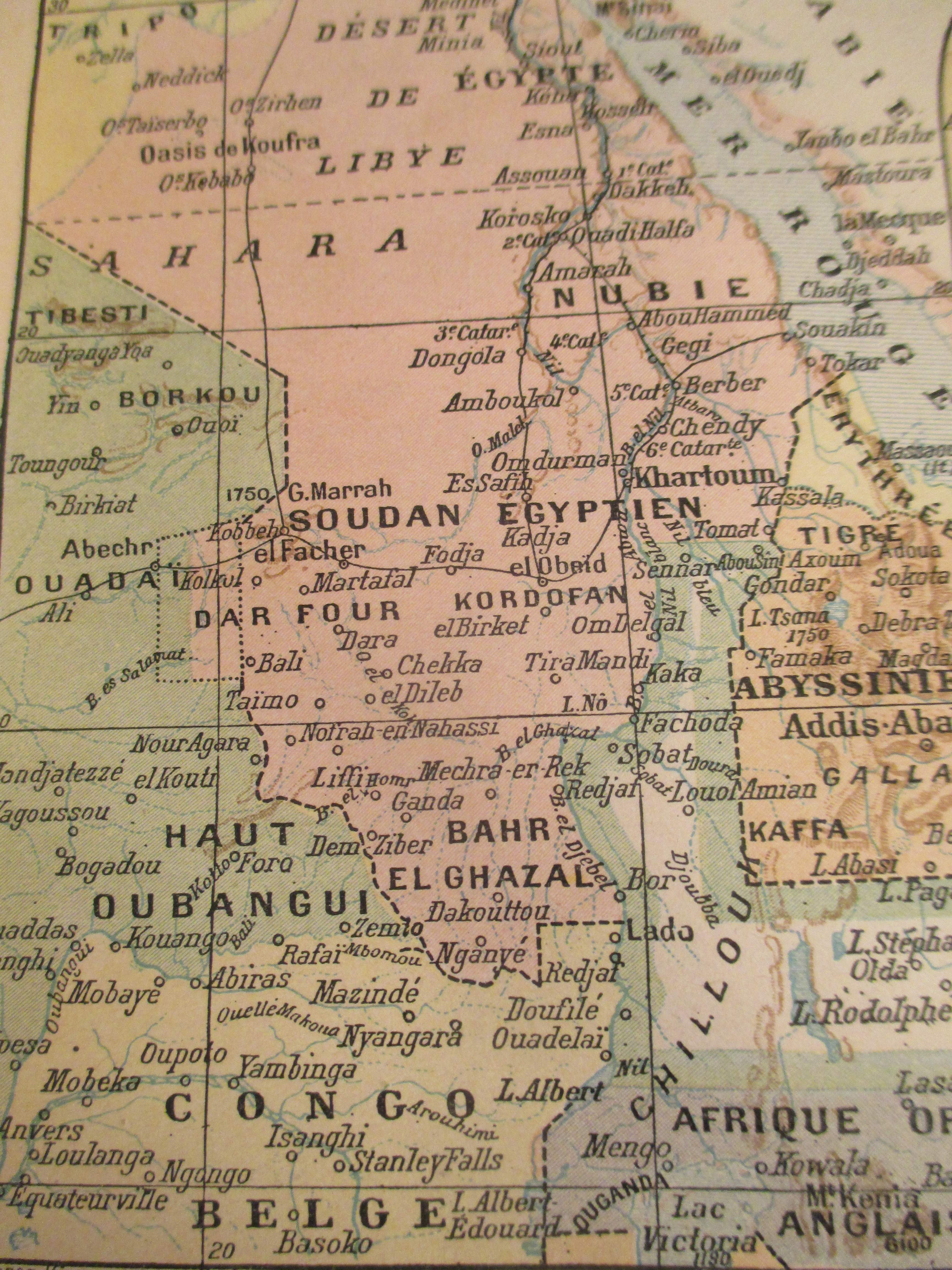
Carte du Soudan égyptien.

Rudolf Carl Slatin (anobli en 1899 par François-Joseph, il reçoit alors la particule von), né le 7 juin 1857 à Ober-Sankt-Veit, près de Vienne (Autriche) et mort le 4 octobre 1932 à Vienne, est un explorateur et officier autrichien qui fut gouverneur du Soudan turco-égyptien.

## Biographie
Rudolf Slatin est le fils d'un marchand juif viennois, Michael Slatin, converti au catholicisme, et de sa seconde épouse née Maria Anna Feuerstein. Il poursuit ses études à l'académie de commerce de Vienne, puis ayant entendu dire qu'un poste se libérait dans une librairie allemande du Caire, il s'embarque à Trieste pour Alexandrie et rejoint Le Caire pour y travailler. Plus tard, il accompagne le consul d'Allemagne et homme d'affaires Rosset à Khartoum. Il demeure au Soudan de 1874 à 1876. Mais en 1877, il reçoit sa feuille d'incorporation pour le service militaire et retourne donc en Autriche. Il atteint le grade de lieutenant au 19e régiment d'infanterie. Par l'entremise d'Eduard Schnitzler (futur Emin Pacha), Slatin s'enrôle en 1879 comme officier dans l'armée égyptienne du Soudan auprès de Gordon Pacha. Le Soudan avait été ôté à l'Égypte en 1821 par le vice-roi ottoman. Depuis les années 1870, un certain nombre d'aventuriers européens s'y étaient installés pour des activités de négoce, ainsi que des missionnaires italiens  qui luttaient contre les marchands d'esclaves musulmans qui traditionnellement organisaient des razzias dans les tribus animistes ou récemment converties au christianisme. Slatin est d'abord nommé contrôleur des finances, puis en 1879 mourdir (c'est-à-dire gouverneur) de Dara, région à l'ouest du Darfour. Il vainc la rébellion du fils du sultan du Darfour dans le djebel Marra à la suite de quoi le khédive Tawfiq le nomme gouverneur du Darfour avec le rang de bey.

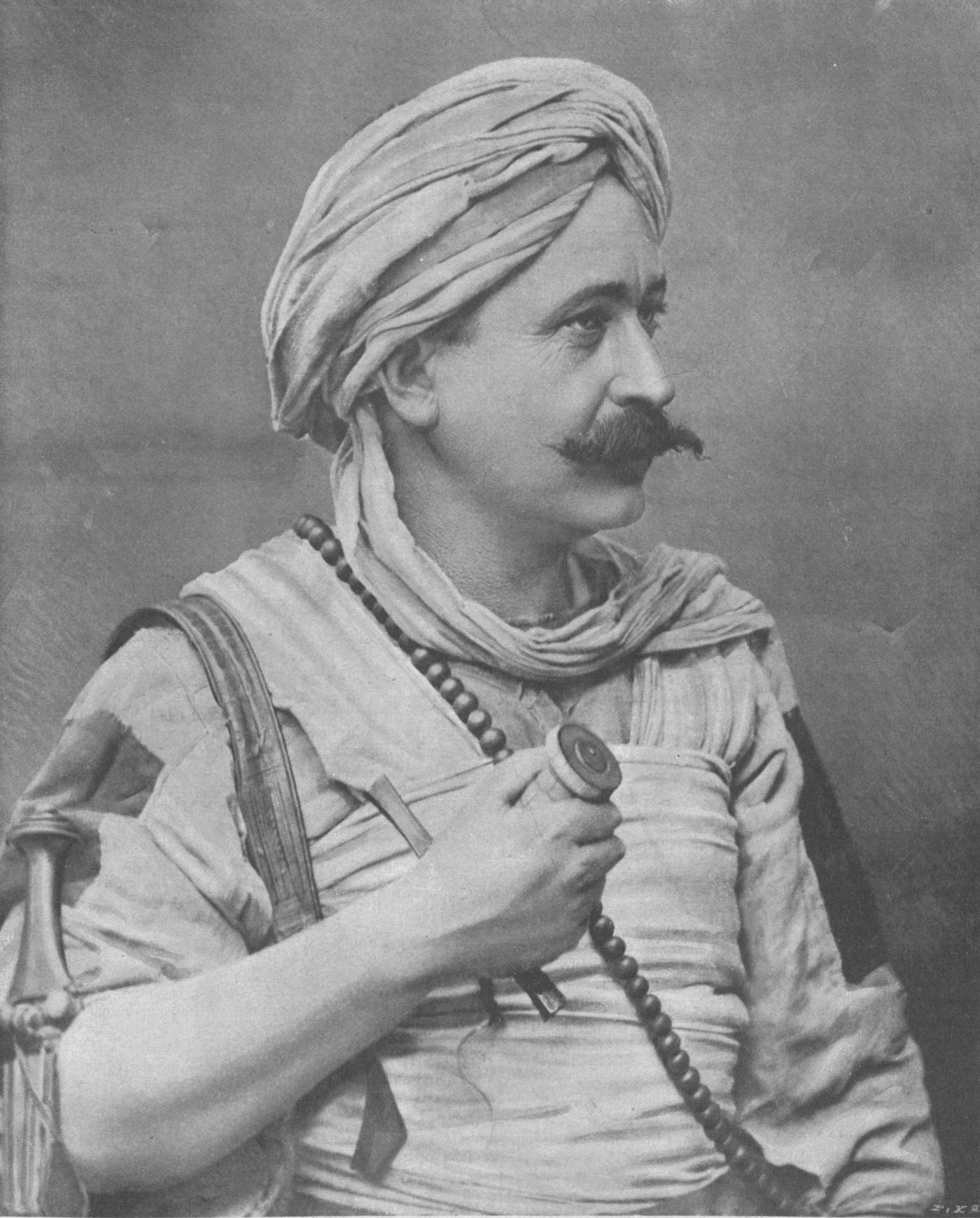
Slatin Pacha en 1899.

En 1881, Slatin accompagne le P. Josef Ohrwalder au Soudan du Sud. Ce dernier sera quelques mois plus tard capturé par les mahdistes. La guerre des mahdistes fait rage. Slatin est lui-même capturé le 23 décembre 1883. Il n'est pas tué, grâce à sa conversion à l'islam (il prend le nom d'Abdelkader), mais va rester douze ans, maltraité, auprès du Mahdi puis du Calife. En 1891 Ohrwalder réussit à s'échapper, mais Slatin doit attendre 1895 pour s'évader grâce à des guides envoyés par les services secrets anglais depuis l'Égypte. Il rejoint Assouan après 1 000 km de traversée du désert. Grâce à l'appui du chef des renseignements britannique auprès de l'armée égyptienne, le major Wingate, Slatin publie le récit de sa captivité qui est traduit et publié en anglais en 1896 par le major (ainsi qu'il l'avait fait pour le récit de captivité du P. Ohrwalder). Ce livre, Fer et Feu au Soudan (traduit en 1898 en français), fait grand bruit en Europe et auprès de l'opinion publique britannique. Il retourne au Caire et reçoit le titre de pacha par le khédive le 21 mars 1895. Il est nommé colonel par l'armée d'Égypte, le rang le plus haut que reçoit alors un étranger autre que Britannique, Kitchener étant général.
Il participe avec Wingate à la campagne de Dongola en 1896 contre les mahdistes. Le 22 mars 1896, Kitchener, Wingate et Slatin sont au front à Wadi Halfa. Il est fait compagnon de l'ordre du Bain à l'issue de la bataille. Il combat en 1897 et 1898 dans la vallée du Nil, jusqu'à Khartoum qui est reprise. Après la bataille d'Omdurman qui anéantit les mahdistes, il poursuit le combat contre le successeur du calife.
La reine Victoria lui décerne l'ordre de Saint-Michel et Saint-Georges pour ses faits d'armes et il est fait Sir. Après que son ami Wingate fut fait gouverneur du Soudan anglo-égyptien, Slatin Pacha devient inspecteur général de l'armée anglo-égyptienne au Soudan en 1900, poste qu'il assume jusqu'en 1914. François-Joseph le fait chevalier en 1899, puis baron en 1906.
Il s'enrôle à la Croix-Rouge autrichienne (en) au début de la Première Guerre mondiale, pour venir en aide aux prisonniers de guerre.
Il épouse le 21 juin 1914 à l'église votive de Vienne la baronne Alice von Ramberg de seize ans sa cadette. Elle meurt d'un cancer en 1921 et il demeure seul avec sa fille Anna Marie.
Il termine sa vie avec une pension du gouvernement égyptien, les droits de ses Mémoires et un petit héritage. Il demeure à la Villa Mathilde à partir de 1923, située à Meran dans le Tyrol du Sud. Il meurt des suites d'une opération. Il est enterré au cimetière d'Ober-Sankt-Veit. Une rue de Vienne a été baptisée de son nom en 1951 (Slatingasse à Hietzing).

## Publications

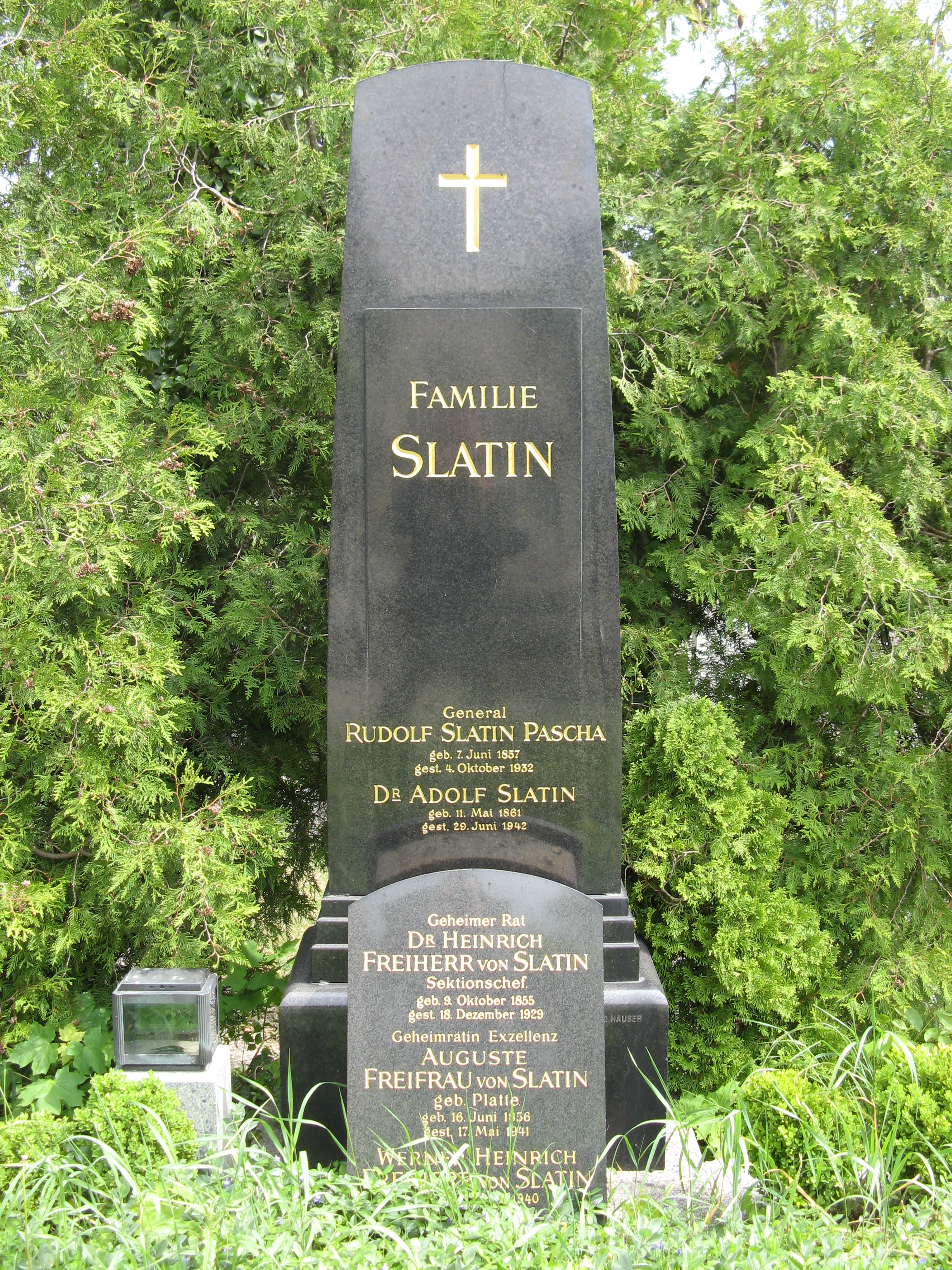
Sépulture familiale.

- (en) Rudolf Slatin et Francis Reginald Wingate: Fire and Sword in the Sudan. A Personal narrative of Fighting and Serving the Dervishes. London, 1896, 17e éd. 1914 ; réimprimé en 2003
- (de) Feuer und Schwert im Sudan. Meine Kämpfe mit den Derwischen, meine Gefangenschaft und Flucht. 1879–1895. Verlag F. A. Brockhaus, Leipzig 1896, 13e éd. 1921 ; réédité par Heinrich Pleticha: Erdmann, Stuttgart 1997,  (ISBN 3-522-60920-4).
- (de) Rudolph Slatin, Auf der Flucht, Reichswehr, Wien 1895, est la première édition (déposée à la Österreichische Nationalbibliothek)

Son autobiographie est traduite en français en 1898.